# Lijst van rivieren in Luxemburg

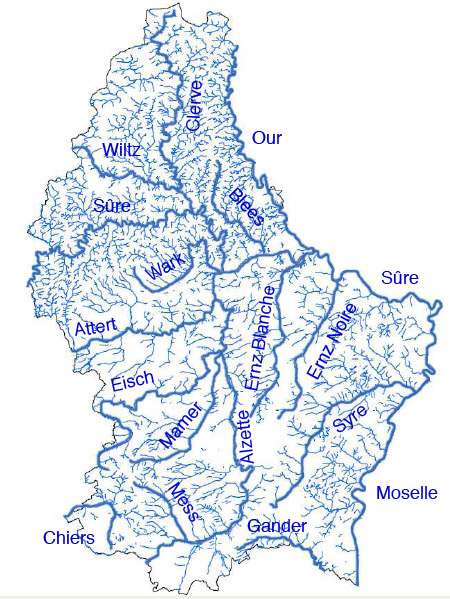
Rivieren in Luxemburg

Een overzicht van de belangrijkste rivieren van Luxemburg.
Luxemburg watert in zijn geheel af naar de Noordzee, grotendeels via de Moezel, met uitzondering van het uiterste zuidwesten van het land, dat via de Chiers, een zijrivier van de Maas afwatert.
De sortering van de lijst is stroomopwaarts. Rivieren die niet in Luxemburg liggen zijn cursief weergegeven.
- Maas (mondt uit bij Stellendam, Nederland)
  - Chiers (bij Bazeilles, Frankrijk)
- Rijn (mondt uit bij Hoek van Holland, Nederland)
  - Moezel (bij Koblenz, Duitsland)
    - Sûre/Sauer (bij Wasserbillig)
      - Zwarte Ernz (bij Grundhof)
      - Our (bij Wallendorf)
      - Witte Ernz (bij Reisdorf)
      - Blees (bij Bettendorf)
      - Alzette (bij Ettelbruck)
        - Waark (bij Ettelbruck)
        - Attert (bij Colmar-Berg)
        - Eisch (bij Mersch)
        - Mamer (rivier) (bij Mersch)
          - Kielbaach (bij Mamer)

        - Pétrusse (bij Luxemburg Stad)
        - Mess (bij Bergem)

      - Wiltz (bij Goebelsmuhle)
        - Clerve (bij Kautenbach)

    - Syr (bij Mertert)
    - Gander (bij Haute-Kontz)